# 松本捨助
松本 捨助（まつもと すてすけ、弘化2年4月24日（1845年5月29日） - 大正7年（1918年）4月6日）は、新選組の八番組隊士。土方歳三の縁戚。武蔵国多摩郡本宿村（現・東京都府中市本宿）の名主の松本友八の長男。

## 生涯
近藤道場で天然理心流を学び、1863年1月に結成された浪士組にも参加を望むが、家族の反対があり、断念。その後上洛し、文久3年(1863年)11月、壬生浪士組から名を改めた新選組に入隊を懇願するも断られている。入隊を断られたのは長男であったためと言われる。その後も入隊を諦めず親を説得し、結局、新選組に入隊したのは慶応3年(1867年)になってからである。鳥羽・伏見の戦いや甲州勝沼の戦いにも参戦。会津戦争時に仙台にて（実質的な）局長の土方歳三から暇を出された事で離隊し、郷里に帰る。
維新後、愛知県で米屋を営み、晩年は八王子で過ごした。明治22年(1889年)、土方の甥・佐藤俊宣が不敬罪を免じられて釈放された時に、捨助も迎えに行っている。墓は、東京都府中市の本宿共同墓地にある。

## フィクション
- テレビ映画『燃えよ剣』（1970年放映、製作：NET（現：テレビ朝日）・東映京都テレビプロダクション、演：井上茂）。
- 大河ドラマ『新選組!』（日本放送協会） - 滝本捨助（松本がモデル）、演 : 中村獅童